# ماينارد أوبراين
ماينارد أوبراين (بالإنجليزية: Maynard O'Brien)‏ هو مدير فني أمريكي، ولد في 12 يناير 1907، وتوفي في 16 مارس 1990 في تشارلستون في الولايات المتحدة.